# Керново (Ленинградская область)
Керново (фин. Kirnu) — упразднённая деревня (квартал деревни Мустово) на территории Копорского сельского поселения Ломоносовского района Ленинградской области.

## История
Две смежных деревни Kerna By dhen Större и Kerna By dhen Mindre Копорского уезда упоминаются в шведских «Писцовых книгах Ижорской земли» 1618—1623 годов.
На карте Ингерманландии А. И. Бергенгейма, составленной по шведским материалам 1676 года, обозначены смежные деревни Kirnoibolsoi и Kirnoimensoi. Они же нанесены на шведской «Генеральной карте провинции Ингерманландии» 1704 года.
Две деревни Керново обозначены на карте Санкт-Петербургской губернии Я. Ф. Шмидта 1770 года.
В XVIII веке владельцами деревни были: Александр Меншиков, представители дворянского рода Разумовских и помещики Геринги

КЕРНОВА — мыза принадлежит подполковнику Герингу, число жителей по ревизии: 13 м. п.; При коей бумажная фабрика деревянная.

НОВОЕ КЕРНОВО — деревня принадлежит подполковнику Герингу, число жителей по ревизии: 35 м. п., 45 ж. п.

СТАРОЕ КЕРНОВО — деревня принадлежит подполковнику Герингу, число жителей по ревизии: 28 м. п., 32 ж. п. (1838 год)

На карте Ф. Ф. Шуберта 1844 года обозначены мыза Керновская и деревни Старое и Новое Керново.
На этнографической карте Санкт-Петербургской губернии П. И. Кёппена 1849 года обозначена деревня «Kernowa», расположенная в ареале расселения ижоры. В пояснительном тексте к этнографической карте она записана как:
- Kirnu, Herrensitz (Мыза Керновская), количество жителей на 1848 год: 2 м. п., 10 ж. п., все ижоры
- Neu-Kornowa (Новое Керново), количество жителей на 1848 год: 40 м. п., 50 ж. п., все ижоры
- Alt-Kornowa (Старое Керново), количество жителей на 1848 год: 23 м. п., 30 ж. п., все ижоры
- Kirnu, Papierfabrik (Керновская бумажная фабрика), количество жителей на 1848 год: 15 м. п., 19 ж. п. — ижоры; 6 м. п., 4 ж. п. — савакоты[11]

КЕРНОВО НОВОЕ — деревня подполковника Геринга, по просёлочной дороге, число дворов — 13, число душ — 67 м. п.

КЕРНОВО СТАРОЕ — деревня подполковника Геринга, по просёлочной дороге, число дворов — 10, число душ — 34 м. п. (1856 год)

План деревень Керново. 1860 год

Согласно «Топографической карте частей Санкт-Петербургской и Выборгской губерний» 1860 года деревня Новое Керново насчитывала 13 крестьянских дворов, в ней находилась рига и «мыза помещика Еринга». Деревня Старое Керново насчитывала 9 дворов, в ней находилась одноимённая мыза.

КЕРНОВСКАЯ — мыза владельческая при колодцах, число дворов — 8, число жителей: 52 м. п., 66 ж. п.

КЕРНОВО НОВОЕ — деревня владельческая при устье реки Воронки, в 62 верстах от Петергофа, число дворов — 14, число жителей: 40 м. п., 29 ж. п.; Фабрика бумажная.

КЕРНОВО СТАРОЕ — деревня владельческая при устье реки Воронки, в 62 верстах от Петергофа, число дворов — 4, число жителей: 14 м. п., 14 ж. п. (1862 год)

Сборник Центрального статистического комитета описывал деревни так:

СТАРАЯ И НОВАЯ КЕРНОВА — деревни бывшие владельческие при реке Воронке, дворов — 34, жителей — 194; лавка. (1885 год)

В конце XIX века деревня административно относилась к Копорской волости 2-го стана Петергофского уезда Санкт-Петербургской губернии, в начале XX века — Копорской волости 3-го земского участка 3-го стана. По приходским данным население деревни было исключительно ижорским.
По данным 1905 года мызой Новое Керново площадью 515 десятин владела жена санкт-петербургского купца Паула Германовна Франк; мызой Старое Керново площадью 1005 десятин владел отставной штабс-капитан Павел Павлович Геринг. По состоянию на 1912 год владельцем имения Новое Керново был Р. Г. Бондырев.
С 1917 по 1923 год деревни Керново-Старое и Керново-Новое входили в состав Керновского сельсовета Копорской волости Петергофского уезда.
С 1923 года в составе Троцкого уезда.
С 1924 года в составе Пограничного (4-го Пограничного) сельсовета.
Согласно данным переписи населения СССР 1926 года в деревне Керново-Новое проживал 191 человек — большинство русские, а также финны и эстонцы; в деревне Керново-Старое — 75 человек, большинство русские, а также финны.
С 1927 года в составе Ораниенбаумского района.
В 1928 году население деревень Керново-Старое и Керново-Новое составляло 187 человек.
По административным данным 1933 года деревни Керново-Старое и Керново-Новое входили в состав Пограничного сельсовета Ораниенбаумского района. В состав Пограничного сельсовета Ораниенбаумского района входили 7 населённых пунктов: деревни Керново Новое, Керново Старое, Копёрки Большие, Копёрки Малые, Новое Устье, Перново, Систо Палкино, общей численностью населения 1004 человека. Административным центром сельсовета являлась деревня Новое Керново.
По данным 1936 года в состав Пограничного сельсовета входили 4 населённых пункта, 114 хозяйств и 3 колхоза. Административным центром сельсовета было село Систо Палкино.

План деревни Керново. 1938 год

Согласно топографической карте 1938 года единая деревня Керново насчитывала 50 дворов. В центре деревни располагались почта и сельсовет. На северной окраине деревни находилась школа, на южной окраине — силосная башня.
Во время Великой Отечественной по реке Воронка проходила линия обороны Ораниенбаумского плацдарма, а в деревне — передний край обороны 5-й отдельной бригады морской пехоты. Именно здесь немецкие войска впервые с начала Второй мировой войны вынуждены были остановиться и жить в болотной земле долгих два с половиной года. Во время ожесточенных боев деревня была уничтожена, а после войны отстроена.
С 1950 года в составе Калищенского сельсовета.
С 1960 года в составе Устьинского сельсовета.
С 1963 года в составе Гатчинского района.
С 1965 года вновь в составе Ломоносовского района. В 1965 году население деревни составляло 11 человек.
По данным 1966 и 1973 годов единая деревня Керново также находилась в составе Устьинского сельсовета.
В 1974 году в соответствии с решением Леноблисполкома Устьинский сельсовет был упразднён, а Керново включено в черту города Сосновый Бор.
В XXI веке началась активное индивидуальное жилищное строительство. В генплане Копорского поселения органами МСУ введена «деревня Керново» площадью 14 га, включающая 47 земельных участков и 21 жилой дом.
Подготовка в официальному возрождению упразднённой деревни началась в 2015 году и продолжилась в 2016-м на уровне ЗакСобрания Ленобласти.

## География
Деревня расположена в западной части района на автодороге 41А-007 (Санкт-Петербург — Ручьи) в месте примыкания к ней автодороги 41К-014 (Волосово — Керново).
Находится на левом берегу реки Воронки, в месте впадения в неё реки Копорки.

## Инфраструктура
Основа экономики в прежние годы — рыболовство, действовала рыбацкая артель.
В XXI веке — индивидуальная застройка усадебного типа.
Есть электричество.

## Достопримечательности
«Бе́рег му́жественных» — мемориал в составе «Зелёного пояса славы», возведённый в 1967 году около деревни Керново на восточном берегу реки Воронки. Здесь, на 103-м километре шоссе Ленинград — Усть-Луга, в 1941—1944 годах проходил рубеж обороны Ораниенбаумского плацдарма. Мемориальная надпись повествует о подвиге воинов 8-й армии и моряков Балтийского флота, остановивших в сентябре 1941 года на этом рубеже наступление немецких войск.

## Транспорт
Деревня доступна автотранспортом.